# ATP Challenger Montauban
Der ATP Challenger Montauban (offiziell: Montauban Challenger) war ein Tennisturnier, das zwischen 1993 und 2007 in Montauban, Frankreich, stattfand. Es gehörte zur ATP Challenger Tour und wurde im Freiluft auf Sand gespielt. Álex López Morón, Martin Sinner und Christian Ruud sind mit je einem Titel in Einzel und Doppel die einzigen mehrfachen Turniersieger.

## Liste der Sieger

### Einzel
| Jahr | Sieger                 | Finalgegner         | Ergebnis        |
| ---- | ---------------------- | ------------------- | --------------- |
| 2007 | Michael Lammer         | Thierry Ascione     | 1:6, 6:3, 7:64  |
| 2006 | Lamine Ouahab          | Marc Gicquel        | 7:5, 3:6, 7:62  |
| 2005 | Édouard Roger-Vasselin | Roko Karanušić      | 6:4, 6:4        |
| 2004 | Álex Calatrava         | Óscar Hernández     | 6:4, 1:6, 6:3   |
| 2003 | Juan Pablo Guzmán      | Slimane Saoudi      | 6:3, 2:6, 6:1   |
| 2002 | Richard Gasquet        | Óscar Serrano Gámez | 7:5, 6:1        |
| 2001 | Oliver Gross           | Julián Alonso       | 6:0, 4:1 aufgg. |
| 2000 | Jean-René Lisnard      | Óscar Serrano Gámez | 6:2, 6:0        |
| 1999 | Álex López Morón       | Emanuel Couto       | 6:4, 4:6, 6:2   |
| 1998 | Edwin Kempes           | Wolfgang Schranz    | 7:5, 6:3        |
| 1997 | Olivier Mutis          | Horst Skoff         | 6:3, 7:6        |
| 1996 | Andrei Pavel           | Stéphane Huet       | 6:4, 6:3        |
| 1995 | Johan van Herck        | Wojciech Kowalski   | 6:4, 4:6, 6:3   |
| 1994 | Martin Sinner          | Pier Gauthier       | 7:6, 6:2        |
| 1993 | Christian Ruud         | Younes El Aynaoui   | 6:7, 6:4, 7:6   |

### Doppel
| Jahr | Sieger                                      | Finalgegner                         | Ergebnis         |
| ---- | ------------------------------------------- | ----------------------------------- | ---------------- |
| 2007 | Marc Fornell Mestres Gabriel Trujillo Soler | Adriano Biasella Jean-René Lisnard  | 6:3, 7:5         |
| 2006 | Pablo Cuevas Adrián García                  | Marc Gicquel Édouard Roger-Vasselin | 6:3, 4:6, [10:8] |
| 2005 | Steve Darcis Stefan Wauters                 | Gabriel Trujillo Soler Lovro Zovko  | 6:4, 6:7, 7:6    |
| 2004 | Marc-Kevin Goellner Álex López Morón        | Brian Dabul Ignacio González King   | 6:3, 5:7, 7:63   |
| 2003 | Fred Hemmes Rogier Wassen                   | Juan Pablo Guzmán Ignacio Hirigoyen | 6:4, 6:4         |
| 2002 | Oliver Marach Oleg Ogorodov                 | Federico Browne Christian Kordasz   | 7:5, 7:65        |
| 2001 | Diego del Río Vadim Kutsenko                | Tuomas Ketola Orlin Stanoitschew    | 6:4, 6:2         |
| 2000 | Lee Pearson Grant Silcock                   | Tim Crichton Ashley Fisher          | 6:1, 6:4         |
| 1999 | Simon Aspelin Ota Fukárek                   | Ali Hamadeh Rogier Wassen           | 6:3, 6:4         |
| 1998 | Eduardo Nicolás Germán Puentes              | Edwin Kempes Rogier Wassen          | 7:5, 7:5         |
| 1997 | Gabrio Castrichella Daniele Musa            | Lars Rehmann Attila Sávolt          | 7:6, 2:6, 7:6    |
| 1996 | Gilles Bastié Claude N’Goran                | Clinton Ferreira Andrei Pavel       | 6:4, 1:6, 7:6    |
| 1995 | Robert Devens Tamer El Sawy                 | Clinton Ferreira Aleksandar Kitinov | 7:5, 6:4         |
| 1994 | Martin Sinner Joost Winnink                 | Nicola Bruno Otavio Della           | 7:5, 6:3         |
| 1993 | Saša Hiršzon Christian Ruud                 | Massimo Cierro Ugo Colombini        | 6:1, 6:2         |